# 5806 Archieroy
Az 5806 Archieroy (ideiglenes jelöléssel 1986 AG1) egy kisbolygó a Naprendszerben. Edward L. G. Bowell fedezte fel 1986. január 11-én.